# Yonin-Shōgi

Grundaufstellung für Yonin-Shōgi

Yonin-Shōgi (japanisch 四人将棋, ‘Vier-Spieler-Schach’) ist eine Variante des japanischen Schachs Shōgi. Es kann auf eigens dafür designte Yonin-Shōgi Sets oder auch mit zwei standard Shōgibrettern gespielt werden. Das Spielfeld besteht aus 9x9 Feldern.

## Regeln

### Ziel
Das Ziel des Spiels ist es, alle gegnerischen Könige zu schlagen. Hierbei gibt es die Möglichkeit, dies allein zu bewerkstelligen oder als ein Team die Gegner zu schlagen. Schnelle Spiele kommen häufig vor.

### Spielmaterial
Die vier Spieler spielen auf einem handelsüblichen 9x9 Shōgibrett. Jeder Spieler verfügt über insgesamt 9 Spielsteine (jap. 駒 Koma) aus zwei Standard-Shōgi Sätzen:
- 1 König
- 1 Turm
- 2 Goldgeneräle
- 2 Silbergeneräle
- 3 Bauern

### Grundaufstellung
Jeder Spieler stellt seine Spielsteine in einer Art Dreieck auf, sodass die Spitze des Dreiecks zum Spieler der gegenüberliegenden Seite zeigt (siehe Darstellung unten).
- In der von sich aus ersten Reihe direkt vor einem stellt man die Spielsteine wie folgt auf
  - Der König wird in die fünfte Spalte gesetzt;
  - Die zwei Goldgeneräle setzt man links und rechts neben den König;
  - Die zwei Silbergeneräle werden wiederum neben die Goldgeneräle gesetzt.

Links und rechts der Pyramide sollten nun jeweils zwei leere Felder liegen.
- In der von sich aus zweiten Reihe,
  - Wird der Turm über den König;
  - und jeweils über den Goldgenerälen einen Bauern gesetzt.
- In der dritten Reihe wird ein Bauer über den Turm gesetzt.

| 9  | 8  | 7  | 6  | 5  | 4  | 3  | 2  | 1  |    |
| -- | -- | -- | -- | -- | -- | -- | -- | -- | -- |
|    |    | 銀 | 金 | 王 | 金 | 銀 |    |    | 一 |
|    |    |    | 歩 | 飛 | 歩 |    |    |    | 二 |
| 銀 |    |    |    | 歩 |    |    |    | 銀 | 三 |
| 金 | 歩 |    |    |    |    |    | 歩 | 金 | 四 |
| 王 | 飛 | 歩 |    |    |    | 歩 | 飛 | 王 | 五 |
| 金 | 歩 |    |    |    |    |    | 歩 | 金 | 六 |
| 銀 |    |    |    | 歩 |    |    |    | 銀 | 七 |
|    |    |    | 歩 | 飛 | 歩 |    |    |    | 八 |
|    |    | 銀 | 金 | 王 | 金 | 銀 |    |    | 九 |

| 1 | 2 | 3 | 4 | 5 | 6 | 7 | 8 | 9 |   |
| - | - | - | - | - | - | - | - | - | - |
|   |   | S | G | K | G | S |   |   | a |
|   |   |   | p | R | p |   |   |   | b |
| S |   |   |   | p |   |   |   | S | c |
| G | p |   |   |   |   |   | p | G | d |
| K | R | p |   |   |   | p | R | K | e |
| G | p |   |   |   |   |   | p | G | f |
| S |   |   |   | p |   |   |   | S | g |
|   |   |   | p | R | p |   |   |   | h |
|   |   | S | G | K | G | S |   |   | i |

Anmerkung – Manche Sets kommen bereits mit schwarzen und weißen Spielsteinen.

### Spielverlauf
Die Zugreihenfolge der Spieler kann durch einen Bauernwurf (jap. 振り駒 Furigoma) entschieden werden. Dazu werden 5 Bauern geworfen. Der Spieler, bei dem die meisten Bauern auf der beförderten Seite (meist Rot jap. と金 Tokin) landen, beginnt. Danach wird im Uhrzeigersinn gezogen.
Die Zugeigenschaften der Spielsteine sind identisch mit denen des Standard-Shōgi. Besonderes Augenmerk muss aber auf das Schach und Schachmatt gelegt werden. Jeder Spieler hat eine volle dreireihige Beförderungszone wie im Standard-Shōgi. Wiederholung, Dauerschach und illegale Züge werden ebenfalls wie im Standard-Shōgi behandelt und führen zum Aus.

### Schach und Schachmatt
Yonin-Shōgi weicht in seinen Regeln für Schach und Schachmatt vom Standard-Shōgi ab, da es vier Spieler gibt. Im Yonin-Shōgi ist es das Schachmatt und nicht die erzwungene Aufgabe des Gegners, die die Partie eines Spielers beendet. Deshalb muss folgendes beachtet werden: Beim Yonin-Shōgi könnte ein dritter Spieler die matt gesetzte Figur schlagen, bevor der besiegte Spieler die Möglichkeit hat, aufzugeben; dies wird dadurch vermieden, dass die Partie eines Spielers bei Schachmatt sofort beendet wird.
Wenn man als Teams gegeneinander antritt, wird ein Schach oder Schachmatt setzen des eigenen Teampartners ignoriert. Die Partie läuft dann ungehindert weiter.
Ein Spieler kann versehentlich einen zweiten Spieler durch den Zug einer Figur eines dritten Spielers in Schach setzen. Dies ist eine besondere Form des Abzugsschachs, die es nur bei Mehrspieler-Schachvarianten gibt. Wenn ein Spieler einen zweiten Spieler schachmatt setzt, kann ein Zug eines dritten Spielers zum Schachmatt des zweiten Spielers führen, ohne dass der dritte Spieler direkt angreift. Beim Yonin-Shōgi wird das Schachmatt dem Spieler gutgeschrieben, der den Zug ausführt hat, der zum Schachmatt führte, und nicht dem Spieler, der das erste Schachmatt setzte.
Sobald ein König im Schach steht, übernimmt der im Schach stehende Spieler sofort den nächsten Zug in der Verteidigung, und das Spiel wird von dort aus im Uhrzeigersinn fortgesetzt. Wenn zwei oder drei Könige gleichzeitig im Schach stehen, ist der erste im Schach stehende Spieler nach dem Uhrzeigersinnprinzip an der Reihe.

### Spielende
Wenn ein Spieler matt gesetzt wird, bleiben alle verbleibenden Spielsteine auf dem Brett und werden unter die Kontrolle des mattsetzenden Spielers gestellt. Ihre ursprüngliche Bewegungsrichtung wird dabei beibehalten. Je nach zuvor abgestimmten Regeln, können die Spielsteine auf der Hand des besiegten Spielers vom mattsetzenden Spieler genommen und in der ursprünglichen Richtung eingesetzt werden. Der besiegte König wird umgedreht, kommt also nicht vom Brett. Er dient den anderen Spielern als Barriere, die weder genommen noch entfernt werden darf.
In einigen Beschreibungen von Yonin-Shōgi ist der Gewinner derjenige, der zweimal schachmatt gesetzt hat oder der einen Spieler schachmatt gesetzt hat, der wiederum bereits einen anderen Spieler schachmatt gesetzt hatte. In anderen Beschreibungen ist der Gewinner der letzte stehende Spieler. Im letzteren Fall wird der erste besiegte Spieler auf Platz 4 gesetzt, der nächste auf Platz 3 und der Spieler, der am Ende verliert, auf Platz 2.
Wegen der besiegten Könige, die als Hindernisse zurückbleiben, ist es möglich, dass ein Spieler nicht in der Lage ist, einen legalen Zug zu machen. Auch das zählt dann als verloren.
Es ist möglich, zwei oder drei Spieler mit einem einzigen Zug Schach oder Schachmatt zu setzen.
Ein alleinstehender König kann auf dem Brett bleiben, um den Rang zu verbessern. In einer Partie, in der es um Zeit geht, kann ein alleinstehender König schneller ziehen als seine Gegner und daher versuchen, die Partie zu gewinnen, indem er seinen Gegner zwingt, die Zeit ablaufen zu lassen. Anmerkung – Einige Turniere können einen solchen Spielstil untersagen.

## Spielnotation
Eine Yonin-Shōgi Partie Notation ist fast gleich zu der Notation einer Standard-Shōgi Partie mit dem Unterschied, dass es vier anstatt zwei Spalten gibt.

## Geschichte
Diese Version des Yonin-Shōgi wurde 1993 von Ota Mitsuyasu entwickelt, der ehemalige Bürgermeister von Hirata (present day Izumo) in der Präfektur Shimane. Yonin-Shōgi ist eine anerkannte Shōgi Variante und in Japan gibt es Sets aus Plastik schon ab ¥300 (≈1,90 € Wechselkurs: Stand 28.09.2023). Yonin-Shōgi Sets wurden am Stand der Shogi-Halle verkauft. Einige Grundschulen veranstalten sogar Yonin-Shōgi Turniere.
Es ist wahrscheinlich, dass Yonin-Shōgi seit vielen Jahrzehnten mit Regeln gespielt wird, die von den Spielern nach und nach entwickelt wurden. Ein vollständiges und spielbares Regelwerk erschien erstmals im Februar 1991 in einer wöchentlichen Kinderzeitschrift. Die Hauptunterschiede zwischen jenen Alten und den aktuellen Regeln liegen in den verwendeten Spielsteinen (fast ein komplettes Standard-Shogi-Set für jeden Spieler) und in der anfänglichen Aufstellung, die ebenfalls näher am Standard-Shōgi liegt. In der nachstehenden Abbildung sind die Koma farblich gekennzeichnet, um zu verdeutlichen, zu welchem Spieler sie gehören.
| 9  | 8  | 7  | 6  | 5  | 4  | 3  | 2  | 1  |    |
| -- | -- | -- | -- | -- | -- | -- | -- | -- | -- |
| 香 | 桂 | 銀 | 金 | 王 | 金 | 銀 | 桂 | 香 | 一 |
| 桂 | 角 | 飛 |    |    |    | 歩 | 角 | 桂 | 二 |
| 銀 | 歩 | 歩 | 歩 | 歩 | 歩 | 歩 | 飛 | 銀 | 三 |
| 金 |    | 歩 |    |    |    | 歩 |    | 金 | 四 |
| 王 |    | 歩 |    |    |    | 歩 |    | 王 | 五 |
| 金 |    | 歩 |    |    |    | 歩 |    | 金 | 六 |
| 銀 | 飛 | 歩 | 歩 | 歩 | 歩 | 歩 | 歩 | 銀 | 七 |
| 桂 | 角 | 歩 |    |    |    | 飛 | 角 | 桂 | 八 |
| 香 | 桂 | 銀 | 金 | 王 | 金 | 銀 | 桂 | 香 | 九 |

| 1 | 2 | 3 | 4 | 5 | 6 | 7 | 8 | 9 |   |
| - | - | - | - | - | - | - | - | - | - |
| L | N | S | G | K | G | S | N | L | a |
| N | B | R |   |   |   | p | B | N | b |
| S | p | p | p | p | p | p | R | S | c |
| G |   | p |   |   |   | p |   | G | d |
| K |   | p |   |   |   | p |   | K | e |
| G |   | p |   |   |   | p |   | G | f |
| S | R | p | p | p | p | p | p | S | g |
| N | B | p |   |   |   | R | B | N | h |
| L | N | S | G | K | G | S | N | L | i |

## Weiteres zu Yonin-Shōgi
Neben den eigens erstellten Spielesets gibt es noch einige andere Produkte:
- 4 Nin Shōgi, ein Videospiel für den Super Famicom
- Das Buch Yonin Shogi Introduction to Which Rule and Strategy Et Cetera of Yonin Shogi Have Been Recorded.